# گریگوری بابایان
گریگوری کنستانتینی بابایان (انگلیسی: Grigori Konstantinovich Babayan؛ روسی: Григорий Константинович Бабаян؛ زادهٔ ۲ آوریل ۱۹۸۰) بازیکن فوتبال ارمنی‌تبار اهل قزاقستان است.

## باشگاهی
از باشگاه‌هایی که در آن بازی کرده‌است می‌توان به باشگاه فوتبال غیرت اشاره کرد.

## دستاوردها
- قهرمان لیگ برتر فوتبال قزاقستان: ۲۰۱۸
- قهرمان سوپر جام قزاقستان:  ۲۰۱۸، ۲۰۲۱